# Florence Pugh
Florence Rose Pugh (Oxford, 3 de janeiro de 1996) é uma atriz britânica. Ela é mais conhecida pelos seus papéis como Amy March em Adoráveis Mulheres, Yelena Belova no Universo Cinematográfico Marvel, Dani em Midsommar e Alice Chambers no filme Don't Worry Darling.

## Primeiros anos
Pugh nasceu e cresceu em Oxfordshire. Viveu em Andaluzia, na Espanha durante parte da infância. O seu pai, Clinton Pugh, é dono de um restaurante em Oxford, e a sua mãe, Deborah, é professora de dança. Pugh tem três irmãos, incluindo o ator e músico Toby Sebastian e a atriz de teatro Arabella Gibbins. A sua primeira escola foi em Sotogrande, na Espanha. A sua paixão por sotaques e comédias foi exibida pela primeira vez aos 6 anos na escola Cokethorpe Juniors quando Florence foi escolhida para interpretar Maria na peça de teatro no Natal e ela decidiu interpretá-la como tendo um forte sotaque do Yorkshire. Seguiram-se mais papéis como protagonista na Wychwood School (2007–2009) e na St. Edward's School, em Oxford.

## Carreira

### 2014–2018: Estabelecimento como atriz

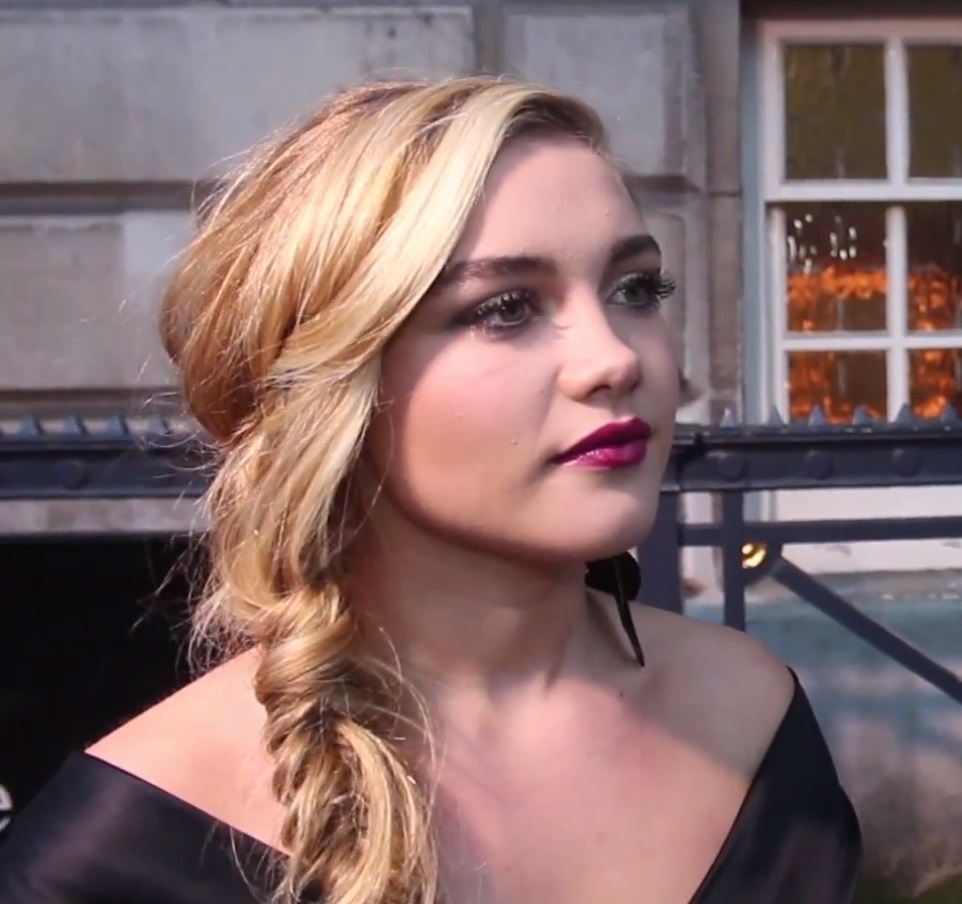
Pugh em 2014

Pugh fez sua estreia como atriz profissional na série The Falling (2014), na qual interpretou uma adolescente precoce ao lado de Maisie Williams, enquanto ainda era estudante. Tara Brady, do jornal The Irish Times, classificou-a como "notável" e Mike McCahill, do The Daily Telegraph, realçou a sua capacidade para transmitir a "rainha adolescente com a vulnerabilidade de alguém ainda insegura de seu próprio corpo". Pugh foi nomeada na categoria de Melhor Iniciante Britânica na edição de 2014 do BFI London Film Festival e para Melhor Jovem Britânica / Irlandesa nos prémios London Film Critics 'Circle.
Em 2015, Pugh participou do curta Paradise Lost?, e teve o seu primeiro papel principal no telefilme Studio City, co-protagonizado por Eric McCormack.
Em 2016, ela protagonizou o drama independente Lady Macbeth, baseado no conto Lady Macbeth do Distrito de Mtsensk, de Nikolai Leskov, ela interpreta uma jovem infeliz, casada com um homem muito mais velho. Na crítica do filme para a Variety, Guy Lodge descreveu Pugh como "um grande talento a ter debaixo de olho" e elogiou o seu retrato da "complexa transformação interna" da sua personagem. O desempenho de Pugh valeu-lhe o prémio BIFA de Melhor Desempenho de uma Atriz num Filme Britânico Independente, entre outros. No mesmo ano ela também teve um papel recorrente na primeira temporada da série de detetives da ITV, Marcella.
Em 2018, Pugh participou no filme de ação The Commuter, protagonizado por Liam Neeson e interpretou Cordelia com Anthony Hopkins no papel de Leir of Britain no telefilme de Richard Eyre, King Lear. Mais tarde naquele ano, ela interpretou Elizabeth de Burgh no filme histórico da Netflix, Outlaw King (2018), protagonizado por Chris Pine no papel de Robert the Bruce. Charles Bramesco, do The Guardian, achou que ela foi "excelente apesar de seu papel ingrato".
Ainda em 2018, protagonizou, com Alexander Skarsgård, a minissérie The Little Drummer Girl, baseada na obra homónima de John le Carré. A minissérie foi bastante elogiada pela crítica e detém uma classificação de 97% no site Rotten Tomattoes. No mesmo ano ela também participou no curta Leading Lady Parts em apoio a iniciativa Time's Up.

### 2019–presente: Little Woman, Midsommar e Viúva Negra

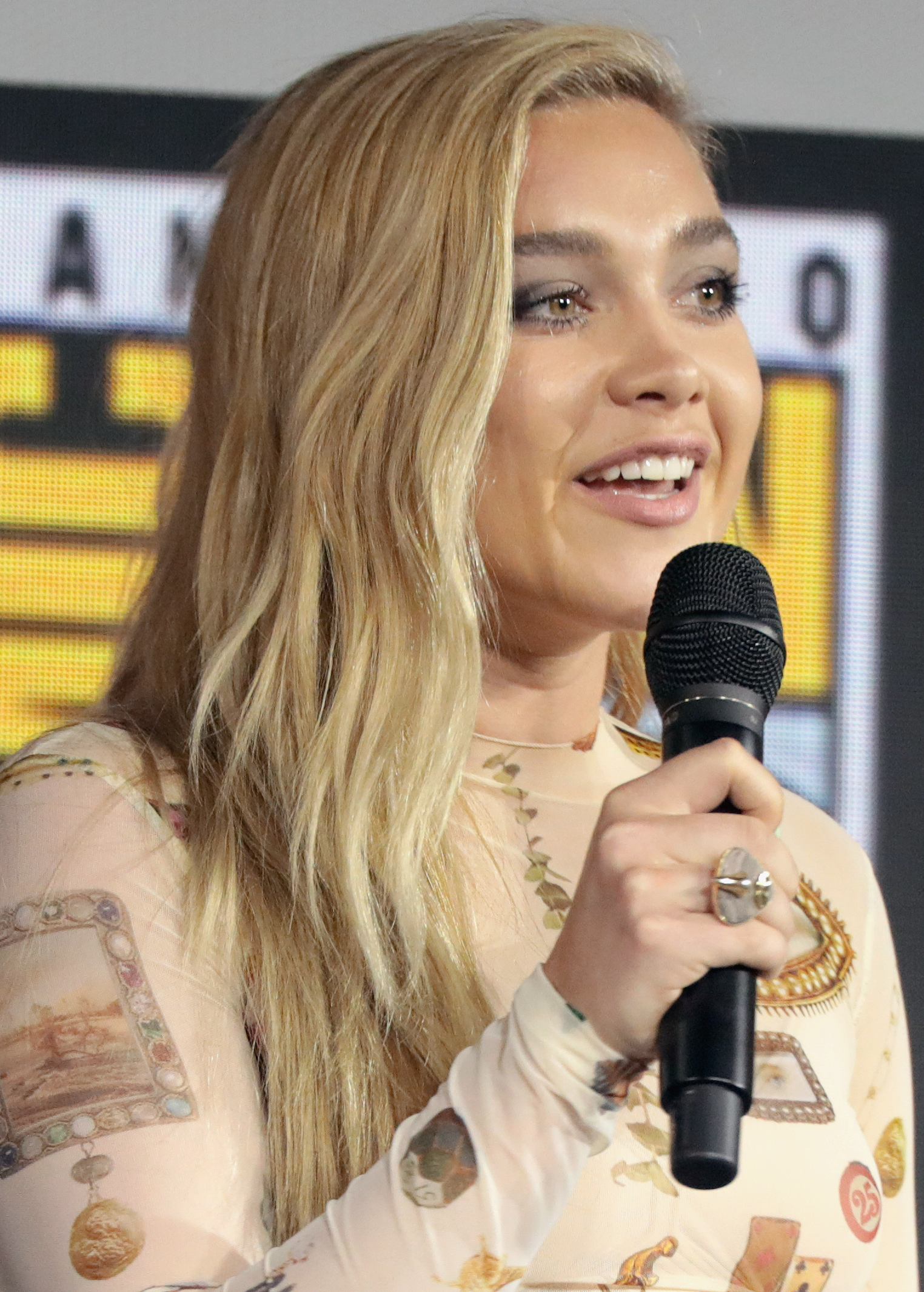
Florence na Comic-Con de 2019

Em 2019, Pugh foi incluída na lista anual da Forbes 30 Under 30, que reconhece as 30 pessoas mais influente da Europa com menos de 30 anos.
No mesmo ano Pugh protagonizou três filmes para o cinema, sendo eles a lutadora profissional de MMA Paige em Fighting with My Family, uma comédia sobre o relacionamento de Paige com a sua família estrelado ao lado de Dwayne Johnson e Lena Headey. O filme estrelou no festival de Sundance e recebeu críticas positivas. Na edição de 2019 do festival de Cannes ela recebeu o prêmio Trophée Chopard, que premia novos artistas considerados os mais promissores. Ela também participou do curta In the Time It Takes to Get There.
Posteriormente ela protagonizou o filme de terror Midsommar, do diretor Ari Aster, pela qual sua performance rendeu comentários positivos. No final do ano ela interpretou Amy March no filme Little Women dirigido por Greta Gerwig, que lhe rendeu indicação sua primeira indicação ao Óscar de melhor atriz coadjuvante.
Em 2020, Pugh participou do curta Father of the Bride Part 3. No final do ano, Pugh gravou em meio a pandemia de COVID-19 o filme de época Don't Worry Darling, dirigido por Olivia Wilde e estrelado por Pugh e Harry Styles. O filme tem previsão de estreia para o final de 2021.
Em 2021, Pugh apareceu pela primeira vez na lista Time100 Next da revista Time. Ela também foi uma das estrelas do filme Black Widow, da Marvel Studios, interpretando uma das Viúvas Negras, Yelena Belova. Posteriormente, em 2022, ela irá participar da série Hawkeye ao lado de Hailee Steinfeld, reprisando a personagem Yelena.
Pugh também irá estrelar e produzir o filme The Maid, adaptação do livro de suspense de Nita Prose que será lançado apenas em 2022, o filme deve ser produzido também pela Universal.

## Filmografia

### Cinema
| Ano  | Título                            | Papel                 | Notas        | Ref.   |
| ---- | --------------------------------- | --------------------- | ------------ | ------ |
| 2014 | The Falling                       | Abbie Mortimer        |              | [ 35 ] |
| 2015 | Paradise Lost?                    | Eve                   | Minifilme    | [ 36 ] |
| 2016 | Lady Macbeth                      | Katherine Lester      |              | [ 37 ] |
| 2018 | The Commuter                      | Gwen                  |              | [ 38 ] |
| 2018 | Outlaw King                       | Elizabeth de Burgh    |              | [ 39 ] |
| 2018 | Malevolent                        | Angela Sayers         |              | [ 40 ] |
| 2018 | Leading Lady Parts                | Ela mesma             | Minissérie   | [ 41 ] |
| 2019 | Fighting with My Family           | Saraya "Paige" Knight |              | [ 42 ] |
| 2019 | In the Time It Takes to Get There | Lucille               | Minifilme    | [ 43 ] |
| 2019 | Midsommar                         | Dani Ardor            |              | [ 44 ] |
| 2019 | Little Women                      | Amy March             |              | [ 45 ] |
| 2020 | Father of the Bride Part 3        | Megan Banks           |              | [ 46 ] |
| 2021 | Black Widow                       | Yelena Belova         |              | [ 47 ] |
| 2022 | Don't Worry Darling               | Alice Chambers        |              | [ 48 ] |
| 2022 | The Wonder                        | Lib Wright            |              | [ 49 ] |
| 2022 | Puss in Boots: The Last Wish      | Goldilocks (voice)    |              | [ 50 ] |
| 2023 | A Good Person                     | Allison               | Produtora    | [ 51 ] |
| 2023 | Oppenheimer                       | Jean Tatlock          |              | [ 52 ] |
| 2024 | Dune: Part Two                    | Princess Irulan       |              | [ 53 ] |
| 2024 | We Live in Time                   | Almut                 |              | [ 54 ] |
| 2025 | Thunderbolts*                     | Yelena Belova         | Pós-produção | [ 55 ] |
| 2026 | Avengers: Doomsday                | Yelena Belova         | Filmando     | [ 56 ] |

### Televisão
| Ano  | Título                  | Papel                       | Notas                   |
| ---- | ----------------------- | --------------------------- | ----------------------- |
| 2015 | Studio City             | Cat                         | Telefilme               |
| 2016 | Marcella                | Cara Thomas                 | 3 episódios             |
| 2018 | King Lear               | Cordelia                    | Telefilme               |
| 2018 | The Little Drummer Girl | Charmian "Charlie" Ross     | Minissérie              |
| 2020 | Acting for a Cause      | Jessica Goldman             | Temporada 1, episódio 2 |
| 2022 | Hawkeye                 | Yelena Belova / Viúva Negra | Minissérie; 3 episódios |

### Curta
| Ano  | Título                            | Papel       | Notas                                 |
| ---- | --------------------------------- | ----------- | ------------------------------------- |
| 2015 | Paradise Lost?                    | Eve         |                                       |
| 2018 | Leading Lady Parts                | Ela Mesma   | Curta em apoio ao movimento Time's Up |
| 2019 | In the Time It Takes to Get There | Lucille     |                                       |
| 2020 | Boss Bitch Fight Challenge        | Ela Mesma   |                                       |
| 2020 | Father of the Bride Part 3 (ish)  | Megan Banks |                                       |

## Prêmios e indicações

#### Óscar
| Ano  | Categoria                | Indicação    | Notas    |
| ---- | ------------------------ | ------------ | -------- |
| 2020 | Melhor Atriz Coadjuvante | Little Women | Indicado |

#### BAFTA
| Ano  | Categoria                | Indicação    | Notas    |
| ---- | ------------------------ | ------------ | -------- |
| 2017 | Melhor Atriz em Ascensão | Ela mesma    | Indicado |
| 2020 | Melhor Atriz Coadjuvante | Little Women | Indicado |

#### Prêmios Critics' Choice Movie
| Ano  | Categoria                | Indicação    | Notas    |
| ---- | ------------------------ | ------------ | -------- |
| 2020 | Melhor Atriz Coadjuvante | Little Women | Indicado |
| 2020 | Melhor Elenco            | Little Women | Indicado |